# Срђа Трифковић
Срђа Трифковић (енгл. Srđa Trifković, Srdja Trifković, Serge Trifkovic; Београд, 19. јул 1954) српски и амерички је универзитетски професор, публициста, политички саветник, аналитичар и историчар. 

## Биографија
Рођен је 19. јула 1954. у Београду. Дипломирао је у области међународних односа на Сасекс универзитету у Уједињеном Краљевству. Докторирао је из области историје на Универзитету у Саутхамптону у Уједињеном Краљевству. Био је саветник Владе Републике Српске и њен заступник у западним медијима у периоду до 1995. За вријеме распада Југославије је обављао дужност представника Републике Српске у Лондону, и био је саветник Биљане Плавшић током њеног председничког мандата. Био је саветник Војислава Коштунице, током његовог председничког мандата, као и саветник престолонасљедника принца Александра II Карађорђевића. Др Срђа Трифковић је био директор центра за међународне односе при Рокфорд институту у Илиноју, до 31. децембра 2008, када је дао оставку. Био је уредник одељења међународних односа при америчком палеоконзервативном магазину Хронике (1998–2009). Као новинар је радио за британски ББЦ радио, Глас Америке, амерички U.S. News & World Report, Вашингтон Тајмс, те за београдски магазин Дуга.